# 安日库斯
安日库斯是巴西北大河州的一个市镇。总面积741.654平方公里，总人口11583人，人口密度15.6人/平方公里。